# Мир братьев Гримм (музейный комплекс)
МИР БРАТЬЕВ ГРИММ (нем. GRIMMWELT Kassel) — выставочный комплекс в городе Кассель, посвящённый произведениям, работе и жизни братьев Гримм, открытый в 2014 году. В 2015 году британская газета The Guardian включила музейный комплекс в свой список десяти лучших новых музеев мира.

## История и описание

### Музей братьев Гримм во дворце Бельвю

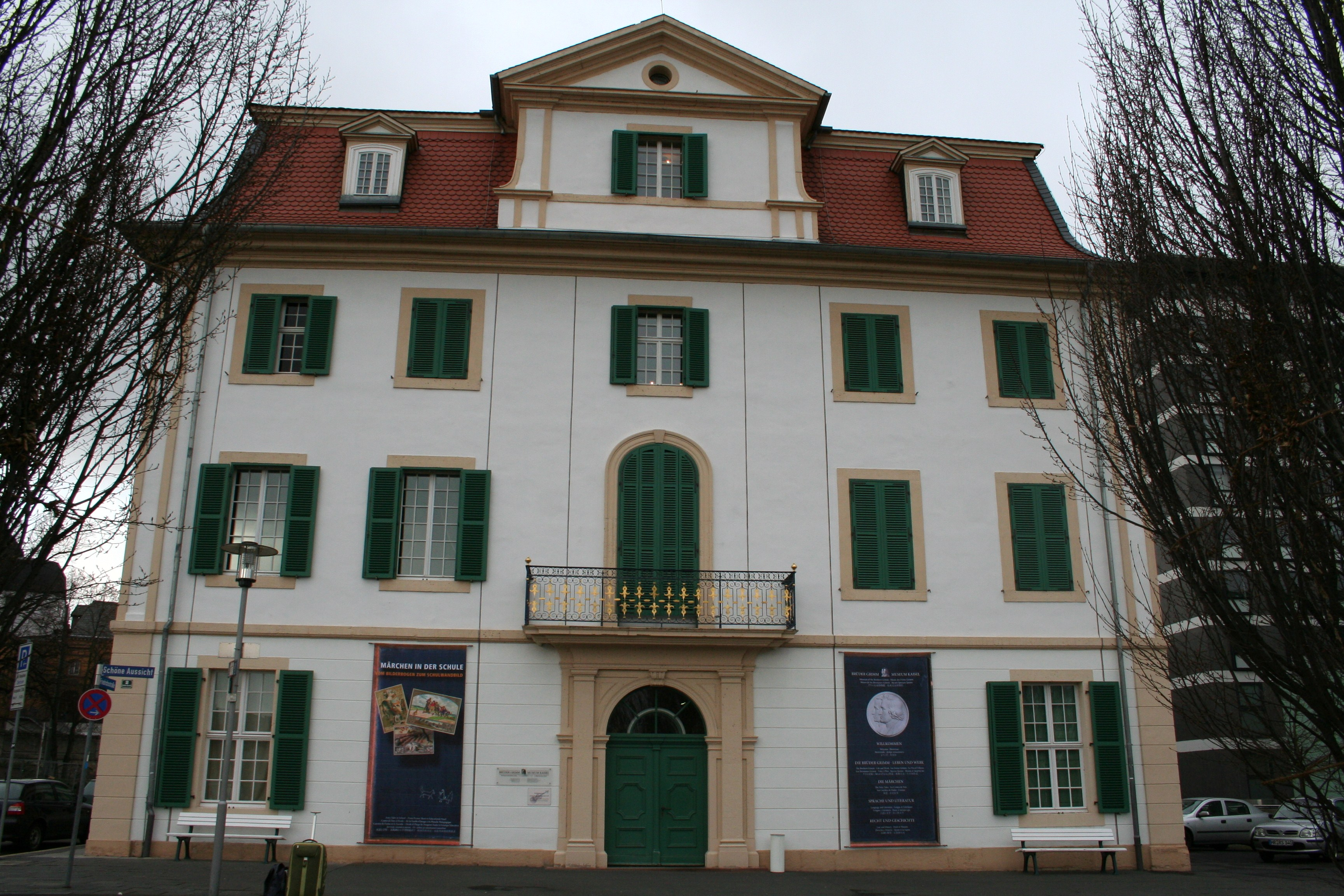
Здание музея братьев Гримм — Дворец Бельвю

Первая музейная экспозиция, посвящённая братьям Гримм появилась в 1959 году в городе Кассель, где писатели провели 30 лет жизни и создали свои произведения. Музей был создан по инициативе Совета города Кассель и Общества братьев Гримм. Первые выставочные залы, администрация и архив музея были открыты 4 января 1960 года, к 175-летию со дня рождения Якоба Гримма, в библиотеке Касселя. Постоянная экспозиция музея братьев Гримм разместилась во Дворце Бельвю в 1972 году и существовала, непрерывно расширяясь с одного до всех 4-х этажей здания, в течение более 40 лет (1972—2014). 31 октября 2014 года бывшее здание музея было закрыто для глобальной перестройки, а экспозиции и фонды музея были перенесены во вновь выстроенный музейный комплекс «МИР БРАТЬЕВ ГРИММ».

### МИР БРАТЬЕВ ГРИММ

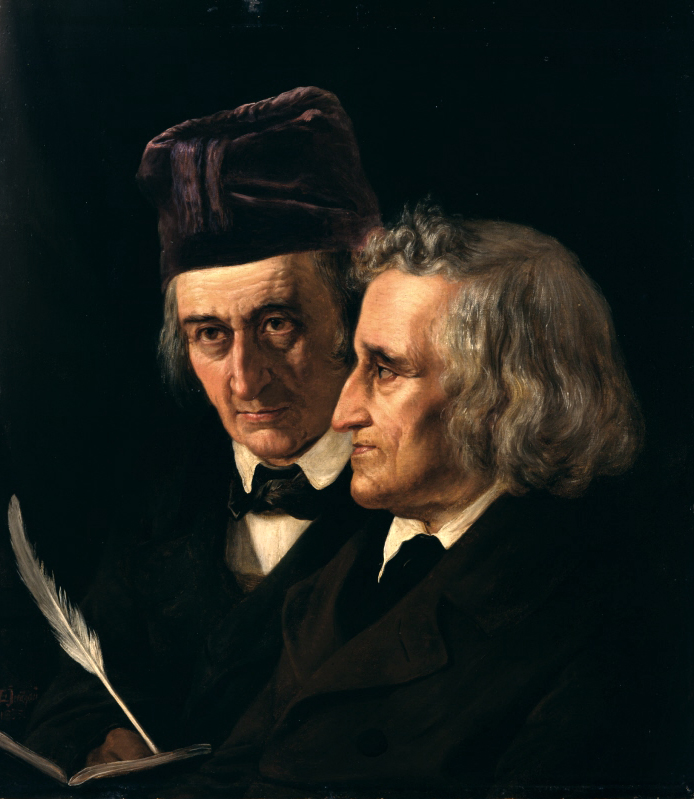
Братья Гримм (1855)

#### Планирование
В 2011 году Совет города Кассель объявил архитектурный конкурс. Проект нового здания был определен в январе 2012 года, и была начата процедура получения разрешения на строительство. Церемония закладки фундамента состоялась 21 августа 2013 года. 3 сентября 2013 года началось строительство.

#### Выбор названия музейного комплекса
Вскоре после начала строительства мэр Касселя Бертрам Хильген призвал горожан предложить названия для нового музея братьев Гримм. Было подано 270 предложений, которые были утверждены в октябре 2013 года. 22 октября жюри объявило, что новое здание будет называться «Grimm World Kassel», после чего дизайн логотипа разработанный франкфуртской фирмой Heine/Lenz/Zizka с надписью: GRIMM WORLD KASSEL был представлен общественности (26 февраля 2014 года).

#### Находки во время работ
Археологические находки были сделаны весной 2014 года в ходе текущих строительных работ по фундаменту здания. 450 отдельных деталей были раскопаны и собраны в общей сложности около 180 экспонатов. Среди находок были, например, ножницы для птицы, миски и позолоченные стаканы. После расследования выяснилось, что предметы принадлежат семье Хеншель. Домашняя утварь датируется примерно 1945 годом с небольшой виллы Хеншель, находившаяся на виноградниках, и разрушенная во время Второй мировой войны.

#### Завершение строительства
Церемония завершения строительства здания музейного комплекса состоялась в июне 2014 года. Во время наружных строительных работ в 2014 году компания Holzer Kobler Architekturen спроектировала музейные залы в соответствии с выставочной концепцией швейцарской фирмы hürlimann + lepp Exhibitions. Смета расходов на строительство составили 20 миллионов евро. Музейные залы комплекса были открыты 4 сентября 2015 года после двух лет строительства. Управляющим директором была менеджер музея Сюзанна Фёлькер, которая приехала из Дрездена и сопровождала весь период строительства и отделки музея.

#### Выставочный комплекс
Здание выставочного комплекса имеет общую полезную площадь около 4000 м², расположенную на пяти этажах. Площадь выставочного пространства составляет 1600 м². 250 м² занимают фойе, магазины и зоны обслуживания, и 65 м² предназначено для выставочной педагогики. Свободно доступная крыша имеет площадь 2000 м². Кафе-ресторан Falada, назван в честь персонажа из сказки братьев Гримм «Die Gänsemagd». Выставочные площади используют также два подвальных помещения. Фойе, магазин, ресторан и функциональные помещения находятся на первом этаже, а выставочное пространство для временных тематических экспозиций — на верхнем этаже. На террасу, расположенную на крыше, можно попасть по двум лестницам в передней и задней части здания или на лифте из фойе.

### Экспозиция музея
Выставочный комплекс представляет интерактивные презентации по немецкому словарю, детским и бытовым сказкам и жизни Якова и Вильгельма Гримма. Он разделен на 25 разделов, названных словами из немецкого словаря. Помимо постоянной экспозиции комплекс проводит меняющиеся тематические выставки.

#### Загадочное пространство
Через пространство комплекса путь посетителей проходит через тематические залы, обозначенные большими освещёнными буквами. Последовательность движения по выставочным залам не обозначена и посетители могут выбирать для своей экскурсии индивидуальный неожиданный маршрут. Таким образом, путь происходит в обход, а не чётко от Ä до Z. При путешествии по пространству комплекса посетитель увидит разнообразные выставочные разделы.

##### Мир языка и слов
- История немецкого словаря
- Бесконечная комбинаторика языка
- Всё разнообразие немецкого словаря

Немецкий словарь братьев Гримм и немецкий язык главная тема этого зала площадью 330 м². Зал связан с соседними залами Космоса и Лаборатории модулем, поставленным немецким словарем. Для этой цели предлагается дифференцированное предложение с играми, базами знаний и экспериментами, благодаря чему посетители сами должны принять меры, чтобы выяснить, с помощью каких методов братья Гримм освоили многословную природу немецкого языка.

##### Космос и лаборатория
В этих залах представлены исследования братьев Гримм как учёных в области языка и литературы, права и политики.

##### Мир фантазии и образов — сказочный мир
Здесь расположены четыре сказочных зала, разработанные художниками и дизайнерами.
- Многоплановый кинотеатр, в котором две проекции фильмов из сказок Гримма демонстрируются в бесконечном цикле.
- Искусственный терновый лес, в котором можно спрятаться подобно многим героям сказок братьев Гримм.
- Огромные «Разноцветные корни» от китайского художника-диссидента Ай Вэйвэя.
- Терновая изгородь: через терновую изгородь в мир сказок
- Аудиозвучание сказок Гримм на разных языках мира.

##### Мир братьев Гримм
- Образ жизни и биография братьев Гримм своими словами.
- Предметы быта, мебели, посуды братьев Гримм и их времени.
- Простая кухня братьев Гримм в текстах и картинках.

##### Стол сказок
В этом разделе находится входящая во всемирное наследие ЮНЕСКО собрание ручных копий детских и домашних сказок, а также полная коллекция всех книг братьев Гримм на иностранных языках.

### Галерея

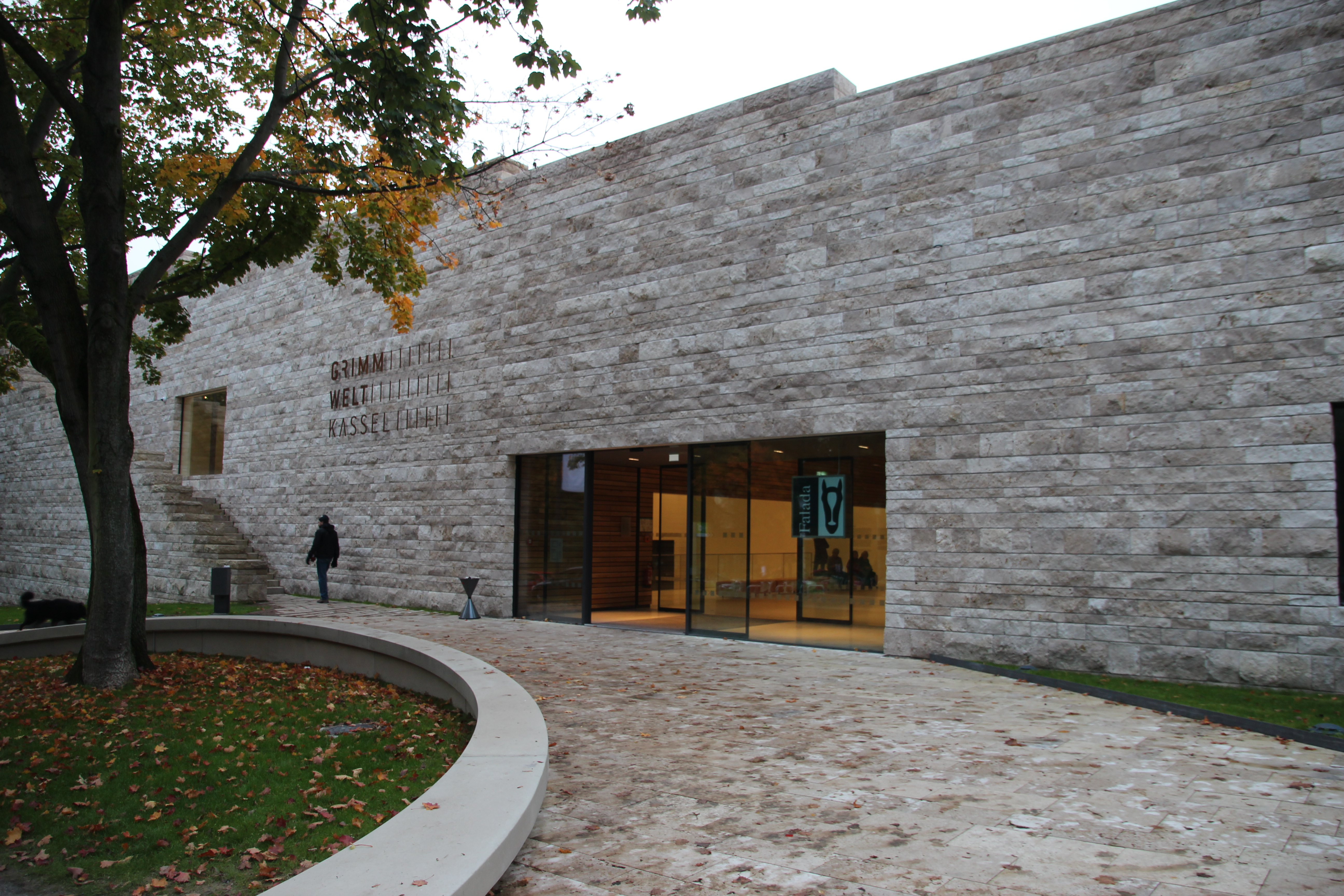
Вход в музейный комплекс
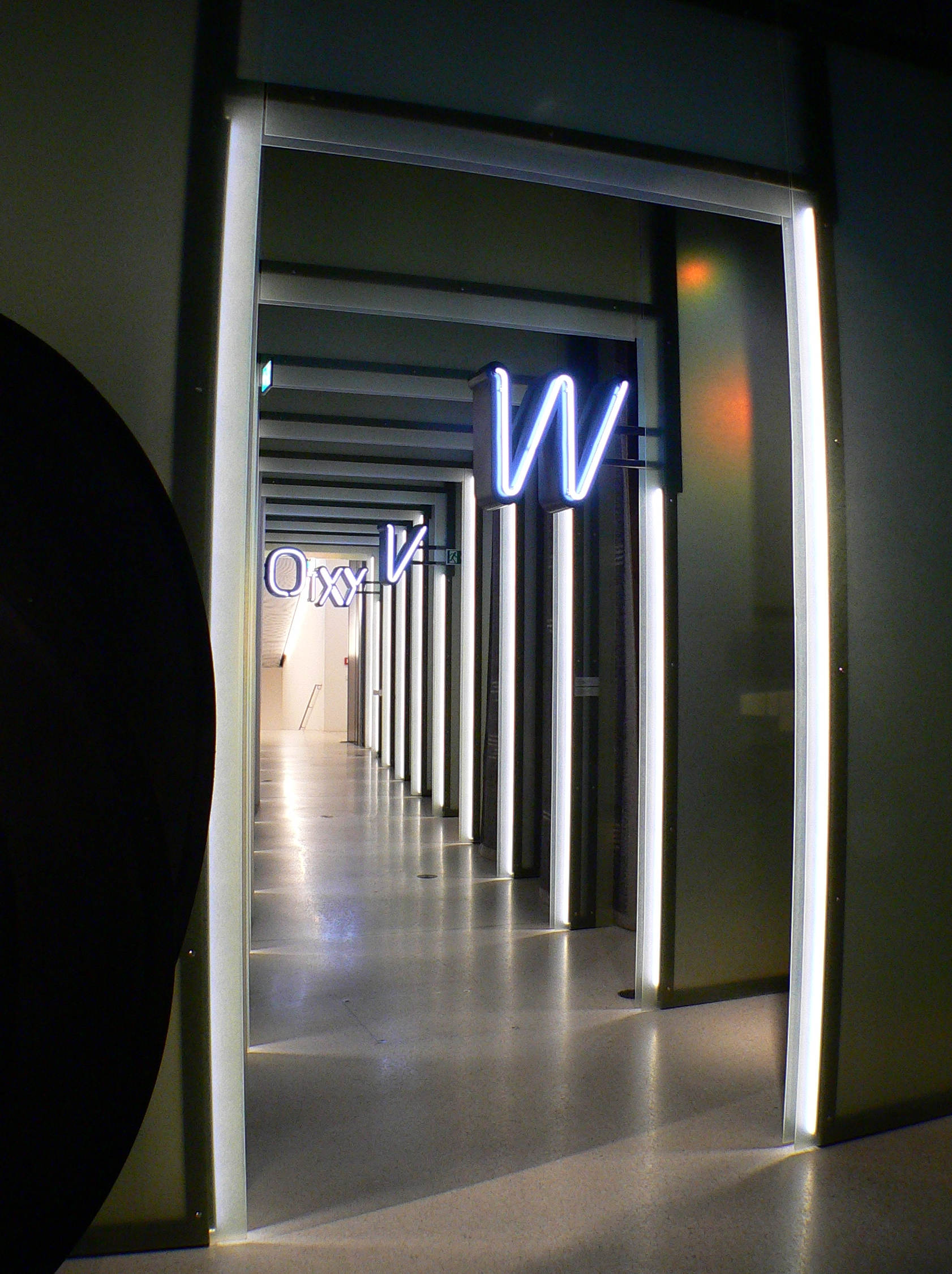
Проход через пространство комплекса
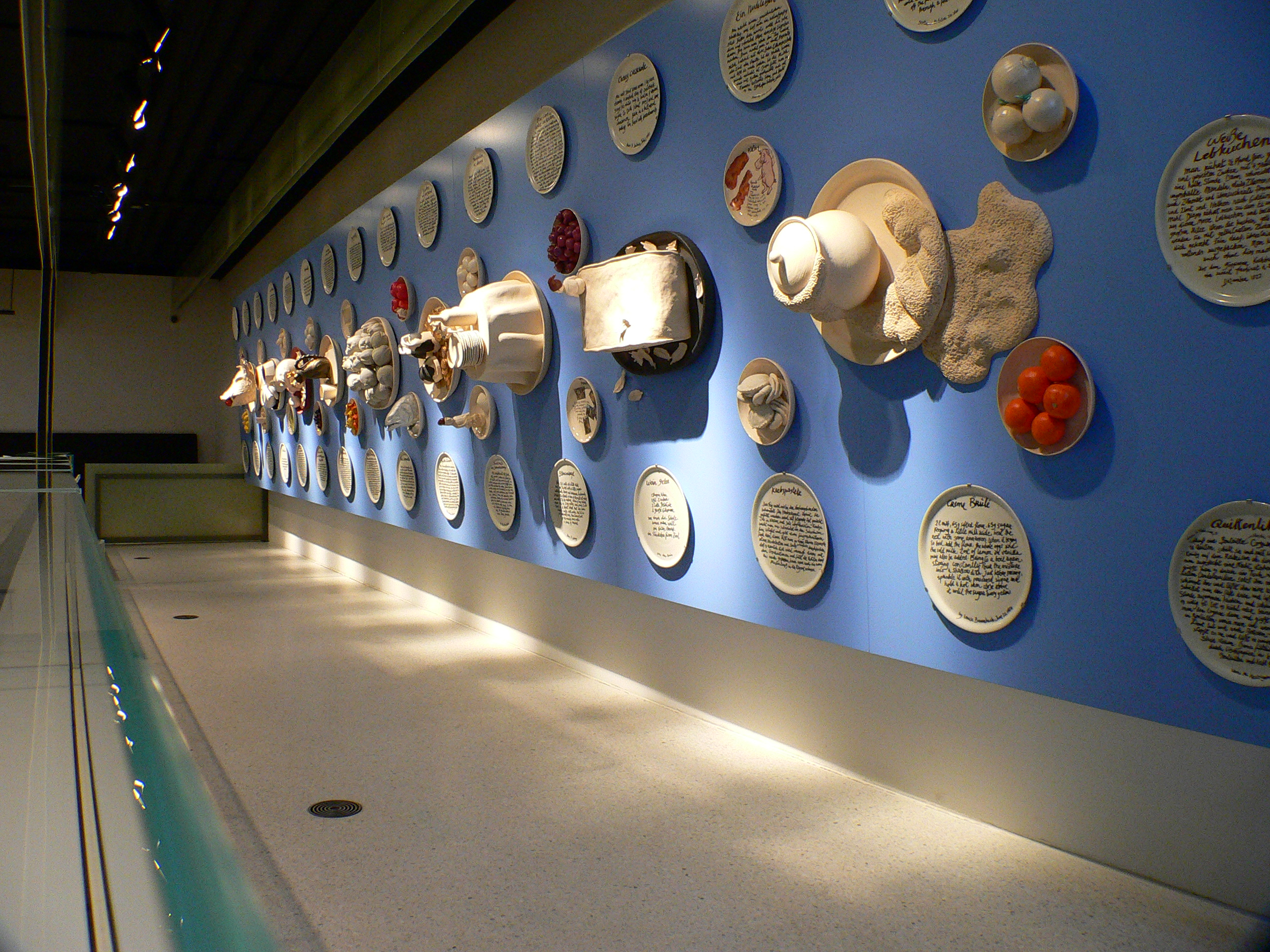
Экспозиция музея
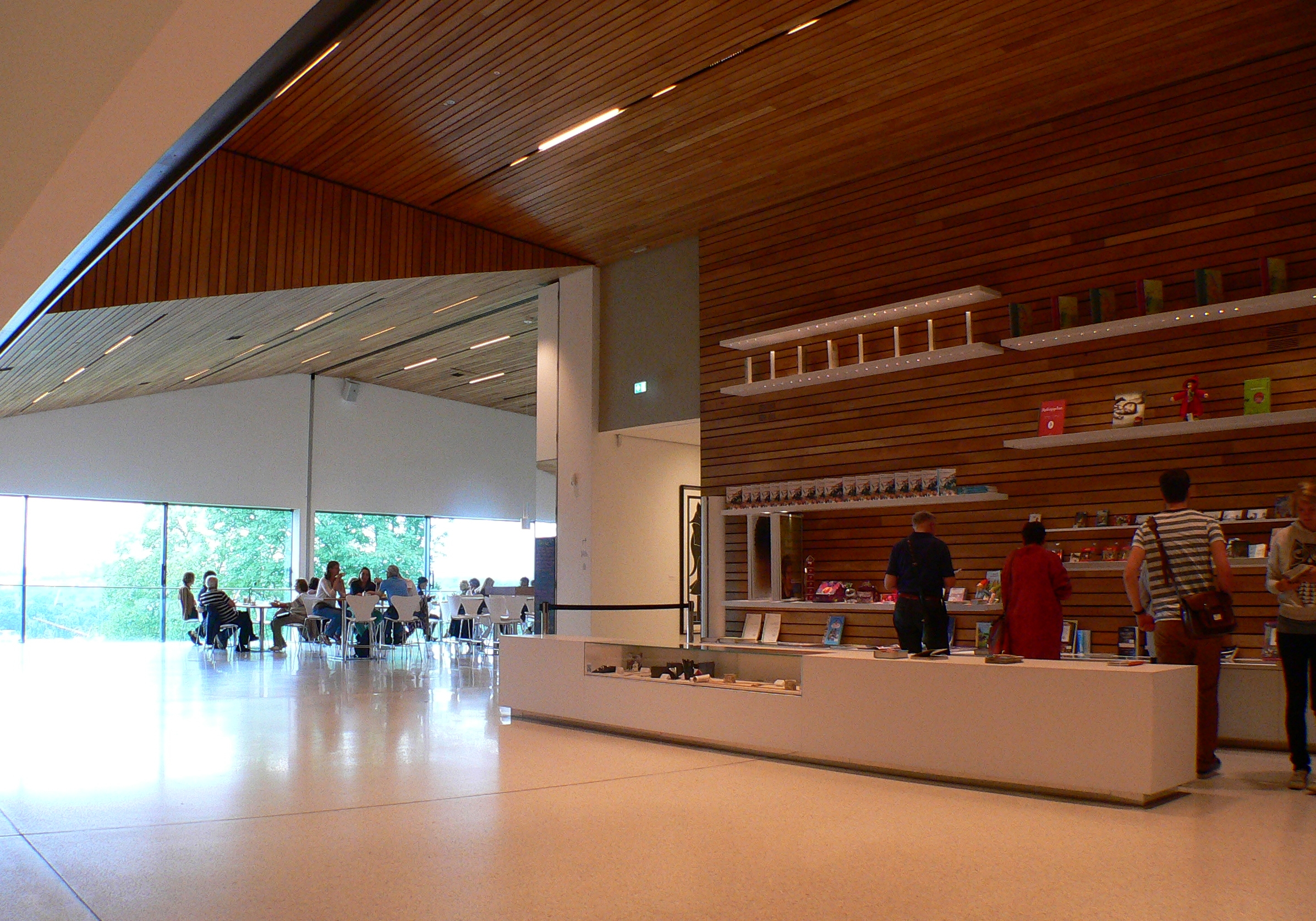
Фойе и кафе-ресторан